# Kabinett Braun III
Das Kabinett Braun III bildete die Preußische Staatsregierung von April 1925 faktisch bis Juli 1932. Danach bestand es ohne reale Macht bis April 1933 weiter.

## Mitglieder
| Amt                                                   | Name                                                             | Bild | Partei | Partei    |
| ----------------------------------------------------- | ---------------------------------------------------------------- | ---- | ------ | --------- |
| Ministerpräsident                                     | Otto Braun                                                       |      |        | SPD       |
| Inneres                                               | Carl Severing bis 6. Oktober 1926 und ab 22. Oktober 1930        |      |        | SPD       |
| Inneres                                               | Albert Grzesinski 6. Oktober 1926 bis 28. Februar 1930           |      |        | SPD       |
| Inneres                                               | Heinrich Waentig 1. März bis 22. Oktober 1930                    |      |        | SPD       |
| Justiz                                                | Hugo am Zehnhoff bis 5. März 1927                                |      |        | Zentrum   |
| Justiz                                                | Hermann Schmidt                                                  |      |        | Zentrum   |
| Finanzen                                              | Hermann Höpker-Aschoff bis 12. Oktober 1931                      |      |        | DDP/DStP  |
| Finanzen                                              | Walther Schreiber kommissarisch 12. Oktober bis 7. November 1931 |      |        | DStP      |
| Finanzen                                              | Otto Klepper ab 7. November 1931                                 |      |        | parteilos |
| Handel bzw. Wirtschaft und Arbeit ab 29. Oktober 1932 | Walther Schreiber                                                |      |        | DDP/DStP  |
| Landwirtschaft                                        | Heinrich Steiger                                                 |      |        | Zentrum   |
| Volkswohlfahrt                                        | Heinrich Hirtsiefer                                              |      |        | Zentrum   |
| Wissenschaft                                          | Carl Heinrich Becker bis 30. Januar 1930                         |      |        | parteilos |
| Wissenschaft                                          | Adolf Grimme                                                     |      |        | SPD       |

Am 19. Mai 1932 trat das Staatsministerium in seiner Gesamtheit zurück und führte die laufenden Geschäfte gemäß Art. 59 Abs. 2 der Verfassung weiter.
Nach dem „Preußenschlag“ am 20. Juli 1932 verlor das Staatsministerium die faktische Regierungsgewalt.
Der Staatsgerichtshof für das Deutsche Reich urteilte nach dem Rechtsstreit  Preußen contra Reich am 25. Oktober 1932, dass die Regierung Braun unrechtmäßig abgesetzt worden war und weiterbestehe. Preußen dürfe im Reichsrat oder sonst gegenüber Reich oder Preußischem Landtag nicht von der kommissarischen Verwaltung vertreten werden.